# Tritadelpha microptila
Tritadelpha microptila är en fjärilsart som beskrevs av Edward Meyrick 1904. Tritadelpha microptila ingår i släktet Tritadelpha och familjen stävmalar. Inga underarter finns listade i Catalogue of Life.